# Sašo Mirjanič
Sašo Mirjanič, né le 27 janvier 1968 à Koper et mort le 25 septembre 1994, est un rameur slovène qui remporte une médaille de bronze aux Jeux olympiques accompagné de Milan Janša, Janez Klemenčič et Sadik Mujkič lors des jeux olympiques d'été de 1992. 

## Palmarès
Jeux olympiques
- Médaille de bronze en Quatre sans barreur (avec Milan Janša, Janez Klemenčič et Sadik Mujkič)[2] aux Jeux olympiques d'été de 1992 à Barcelone